# لارس خواكيم غريمستاد
لارس خواكيم غريمستاد (بالنرويجية البوكمول: Lars Joachim Grimstad)‏ هو لاعب كرة قدم وكاتب نرويجي، ولد في 8 أكتوبر 1972 في باروم في النرويج. لعب مع نادي ستابك.